# Je donnerai un million
Pour plus de détails, voir Fiche technique et Distribution.
Je donnerai un million (Darò un milione) est une comédie romantique italienne, réalisée par Mario Camerini, sortie en 1935.

## Synopsis
Un millionnaire blasé tente de mettre fin à ses jours, en se jetant de son yacht. Une fois dans l'eau, il fait la connaissance d'un clochard qui, comme lui, projetait de se suicider, mais pour des motifs exactement contraires. L'homme riche, et néanmoins malheureux, se plaint de ne pouvoir, à cause de sa fortune, sonder les sentiments réels de ses proches. Désespéré, il se déclare prêt à donner un million à qui résoudrait son problème. 
Le lendemain, le clochard, qui a emprunté les vêtements du riche, en informe la presse. Celle-ci publie ses déclarations en première page. Les bourgeois cupides se montrent soudain plus généreux et invitent les miséreux dans leurs somptueuses demeures, à seule fin de rencontrer le fameux millionnaire et de s'attirer sa reconnaissance.

## Fiche technique
- Titre : Je donnerai un million
- Titre original : Darò un milione
- Réalisation : Mario Camerini
- Scénario : Ercole Patti, Ivo Perilli, Cesare Zavattini et Mario Camerini sur un sujet de Giaci Mondaini.
- Photographie : Otello Martelli, Carlo Montuori /noir et blanc.
- Musique : Gian Luca Tocchi
- Durée : 79 minutes
- Production : Novella Film
- Année de réalisation : 1935
- Pays d'origine : Royaume d'Italie

## Distribution
- Vittorio De Sica : Gold, le millionnaire
- Assia Noris : Anna
- Luigi Almirante : Blim
- Mario Gallina : Primesore
- Gemma Bolognesi
- Cesare Zoppetti

## Remarques autour du film
Dans le cadre d'un cinéma de convention - le cinéma des téléphones blancs -, Mario Camerini se fraie une voie royale. Avec une touche d'humour et un zeste de subtilité critique, le film évoque, à fleurets mouchetés, les douloureuses inégalités sociales et l'arrogance cynique de quelques-uns. Mais, ici, « la satire de mœurs prend constamment des allures de contes de fées », note Jacques Lourcelles qui, plus loin, ajoute : « En des mains moins expertes et surtout moins légères, ce cinéma-là resterait un pur et simple cinéma d'aliénation ». La présence au générique de deux futurs maîtres du néo-réalisme, Vittorio De Sica et Cesare Zavattini, n'est, peut-être, qu'un délicieux et apparent paradoxe.